# Vestvågøy

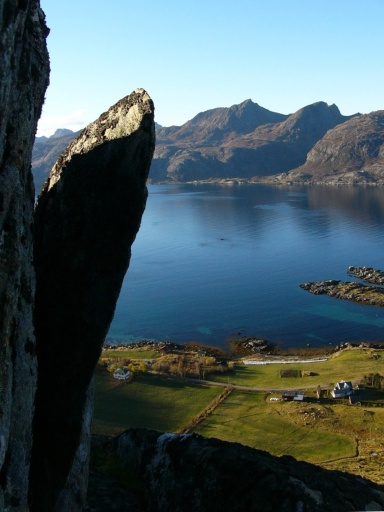
Nappstraumen.

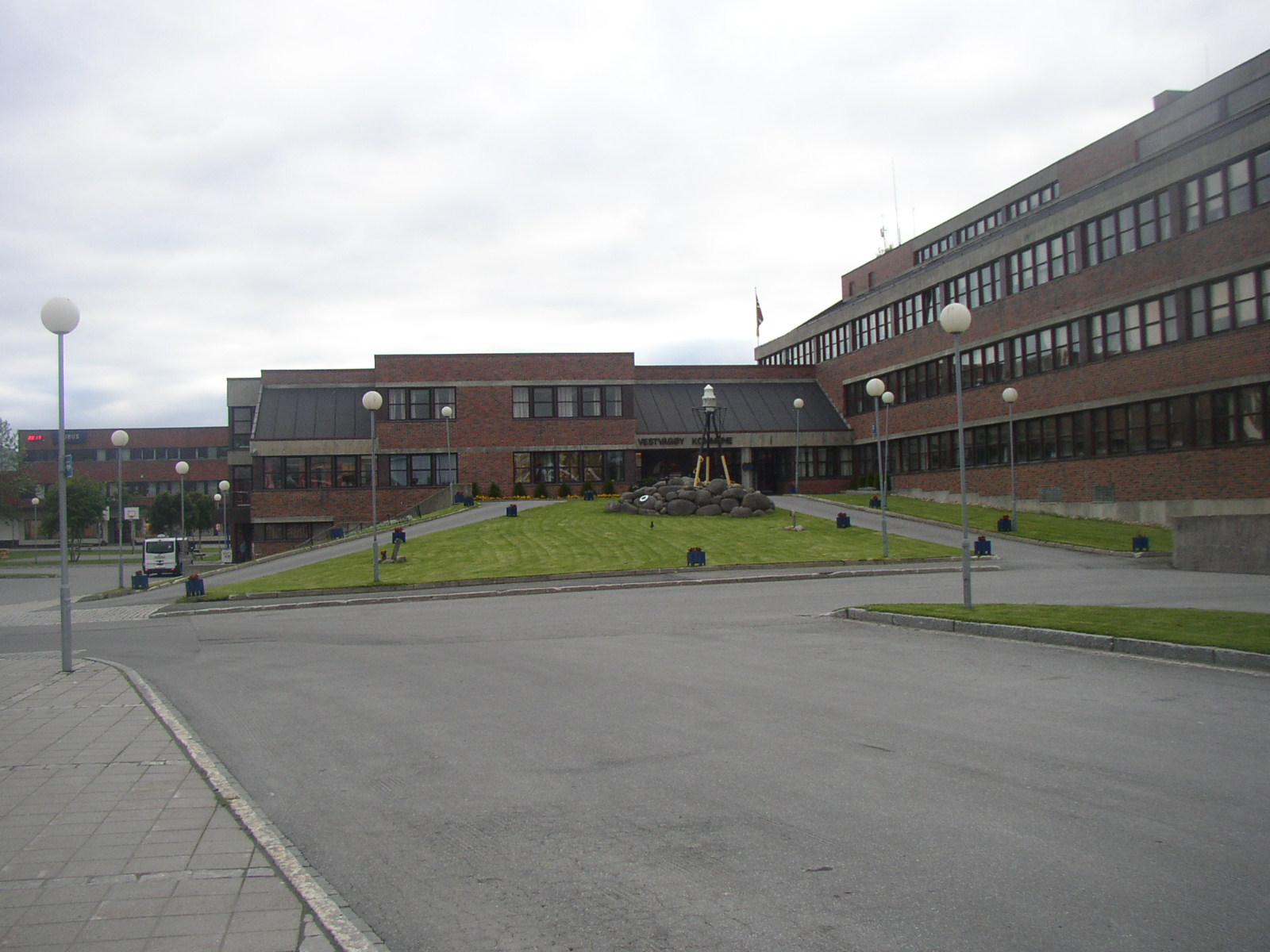
Bâtiment administratif de Vestvågøy.

Vestvågøy est une commune de Norvège, située dans l'archipel des îles Lofoten. Elle occupe en grande partie l'île de Vestvåg, ainsi que quelques îles et îlots aux alentours de cette dernière.
La municipalité de Vestvågøy, dont le chef-lieu est Leknes, est le premier grand point de correspondance entre de nombreuses lignes de cars circulant sur les îles. Vestvågøy compte environ 10 000 habitants. 
La commune est plus ou moins connue pour son Musée viking de Lofotr, spécialisé sur la vie des Vikings lors de l'âge du fer.

## Information générales

### Histoire
La commune de Vestvågøy a été créée lorsque les villages de Borge, Buksnes, Hol et Valberg fusionnèrent, le 1er janvier 1963 (depuis, les frontières n'ont pas changé). Dans un premier temps, 12 288 personnes y habitaient. 

### Toponymie
La municipalité est nommée en hommage à l'île de Vestvågøya. Vestvågøy peut être grossièrement traduit par « l'île de la baie de l'ouest ».

### Héraldique
Le blason de la commune représente deux morues séchées blanches sur fond bleu. Si la municipalité a choisi de la représenter comme cela, c'est car elle est l'un des principaux exportateurs norvégiens de morue séchée depuis le Moyen Âge.

## Localités
- Ballstad (68° 04′ 00″ N, 13° 33′ 00″ E)
- Bø (68° 19′ 00″ N, 13° 55′ 00″ E)
- Bolle (68° 09′ 31″ N, 13° 35′ 47″ E)
- Borg (68° 15′ 00″ N, 13° 46′ 00″ E)
- Borgfjord (68° 16′ 00″ N, 13° 48′ 00″ E)
- Bøstad
- Eggum (68° 18′ 37″ N, 13° 41′ 42″ E)
- Farstad
- Gravdal (68° 07′ 17″ N, 13° 30′ 11″ E)
- Hag (68° 09′ 00″ N, 13° 41′ 00″ E)
- Hagvågen (68° 16′ 00″ N, 13° 47′ 00″ E)
- Hattan
- Haug (68° 08′ 00″ N, 13° 31′ 00″ E)
- Haukland (68° 11′ 59″ N, 13° 33′ 30″ E)
- Holand (68° 10′ 43″ N, 13° 36′ 03″ E)
- Horn
- Knutstad
- Kvalnes (68° 21′ 00″ N, 13° 58′ 00″ E)
- Leitet
- Limstranden (68° 17′ 00″ N, 13° 59′ 00″ E)
- Mortsund
- Offersøya (68° 10′ 00″ N, 13° 32′ 00″ E)
- Pettvika (68° 06′ 00″ N, 13° 39′ 00″ E)
- Ramsvika
- Repp (68° 12′ 00″ N, 13° 36′ 00″ E)
- Sandsund
- Sennesvik (68° 07′ 00″ N, 13° 43′ 00″ E)
- Skotnes (68° 05′ 00″ N, 13° 33′ 00″ E)
- Skullbru (68° 10′ 00″ N, 13° 38′ 00″ E)
- Stamsund (68° 07′ 33″ N, 13° 48′ 19″ E)
- Steine (68° 08′ 00″ N, 13° 47′ 00″ E)
- Storeid (68° 08′ 00″ N, 13° 33′ 00″ E)
- Storfjorden (68° 09′ 00″ N, 13° 46′ 00″ E)
- Tangstad (68° 15′ 00″ N, 13° 38′ 00″ E)
- Unstad (68° 16′ 00″ N, 13° 35′ 00″ E)
- Ure
- Utakleiv
- Valberg (68° 11′ 40″ N, 13° 57′ 13″ E)
- Valberget
- Vestersand
- Vian
- Vik (68° 11′ 59″ N, 13° 33′ 30″ E)